# RD-170火箭发动机
RD-170系列是人类有史以来威力最強的液態火箭發動機，是动力机械科研生产联合体為了能源號運載火箭設計及生產的。

## 历史
RD-170发动机的研制最早要追溯到1973年。当时N1运载火箭发射的失败后，就打算研制大推力的发动机，提议研制的RD-123发动机，推力要达到800吨，RD-150发动机的推力要达到1 500吨。事实上RD-123和RD-150发动机达不到要求，RD-123发动机的推力只能达到125吨左右，设计中的RD-150发动机的推力最高只能达到1003吨。其次还有用于UR-700火箭的RD-270发动机，推力也能达到640吨，当时在1967年到1969年进行了27次测试。但是测试中出现了问题，随后没有继续进行。 
1974年到1980年，对4燃烧室的大推力的进行了测试，起先的时候还不叫RD-170，叫做11D168，也叫做UK（oxygen installations），是一种测试模型，是基于20世纪早期的RD-268发动机的。RD-268发动机是一款100吨级的发动机，燃料为偏二甲肼和四氧化二氮。当时认为肼燃料和煤油燃料并没有很大区别，因此并没有特别要求使用煤油和液氧作为燃料，后来才改用煤油和液氧。1974年，动力机械制造科研生产联合体对UK进行了2次测试，测试地点在莫斯科的东北方希姆基河（khimki river）旁边，测试的模型分别叫做1UK和2UK，是一种100吨级的实验型的发动机。实验的项目包括化学点火、燃烧室的混合比、燃气发生器、高频状态下的稳定性、燃烧室的冷却和可重复使用的材料等。从1974年到1977年总共有346个测试模型被建造，总共燃烧了19658秒，其中1个改进型号叫做1UKS。 
下一个模型的型号叫做3UK，用于测试发动机的燃气发生器，它包含一台全尺寸的燃气发生器，2台涡轮泵，1个缩小版的燃烧室，可以模拟燃烧时的压力。燃气发生器的工作温度可以达到额定工作温度的30%到80%。此项测试从1976年6月开始，到1978年9月结束。总共有77个模型进行了132次测试，测试时间为5 193秒。当时有60个混合头用于测试，其中2个完成了RD-170的测试要求。 
2UKS是一款高仿版的测试模型，其燃烧室可以达到RD-170的工作条件，但是涡轮泵还是使用了早期的设计，因此，燃烧室的压力只能达到正常工作水平的80%，大约为200个大气压到250个大气压。也测试了万向系统，一些测试模型还测试了自动化系统。从1978年到1980年总共头42个2UKS模型测试了68次，总共测试时间为6 000秒。后来在2UKS模型的基础上发展了RD-120发动机，用于天顶号运载火箭的第二级。
最后一种测试模型叫做6UK，本质上已经RD-170发动机了，但是没有燃烧室，主要目的是测试涡轮泵。此模型从1978年到1980年总共测试了31次，通过测试发现涡轮泵在燃烧时容易受到振动影响。当时有23个6UK模型进行了测试，但是只测试了280秒。6UK模型已经接近RD-170的价格，非常昂贵，因此，限制了测试时间。涡轮泵的测试被安排到了全尺寸的RD-170发动机的测试中。相对于其它模型，6UK没有有效地进行测试，给暴风雪号太空航天飞机项目造成了很大的麻烦。 
到20世纪80年代中期，期待已久的全尺寸的RD-170完成了点火测试。1980年8月25日，动力机械制造科研生产联合体对RD-170发动机进行了点火测试，但是仅仅持续了4.4秒。这是RD-170/RD-171发动机第一次受到挫折。随后又进行了15次测试，测试结果还不是很满意。因此，决定进行17次低推力600吨级的测试任务，结果测试相当成功，这是第一次测试成功。随后，在同样的功率进行了测试，结果也是令人满意的。这给动力机械制造科研生产联合体工程师们足够的信心去进行综合地面测试，当时测试的是用于天顶号运载火箭的RD-171发动机。这些测试是在化工机械科学研究所（NII Khimmash）的IS-102测试台进行的，原先的测试台是R-7导弹的第一级测试台，后来质子号运载火箭的第一级和第二级，N1火箭的第三级和第四级也在那里测试台。1981年9月已经接近成功。稍后的分析显示涡轮泵的转动叶片已经被一些小颗粒损坏，这些小颗粒是怎么进入涡轮泵的不知道原因。
但是，这已经可以在1982年6月26日进行天顶号运载火箭第一级测试了。令人非常惊奇的是，此次测试在6秒钟后发生灾难，涡轮泵烧穿并发生爆炸，完全摧毁了整个第一级和整个测试台。灾难后对RD-170/RD-171发动机的基本设计提出了一系列疑问，更何况，测试的型号是600吨的推力，而不是名义上的740吨的推力。决定成立一个跨部门的委员会来管理RD-170发动机的发展过程，并考虑用替代方案。委员会主席为瓦伦丁·立科霍斯辛（valentin likhushin），他是莫斯科热加工工艺科学研究所的负责人（简称为NII TP），其次还包括一些火箭专家，有留里卡（Arkhip lyulka）、尼古拉·库兹涅佐夫（Nikolay kuznetsov）和格鲁什科。
在众多替代方案中，动力机械制造科研生产联合体的科尔佩克夫（Klepikov）提出一个方案：每一个燃烧室都装一个小型的涡轮泵，并改造RD-170发动机，使每个燃烧室的推力为185吨，因此称为MD-185，并采用模块化设计，可适用于各种型号的火箭。实际上，此方案于1980年10月11日由前苏联的通用机械工业部（前苏联于1965年3月2成立的中央办事处，负责监督在苏联进行太空探索相关的所有问题，我们经常能看到CCCP的字样，就是此部门缩写。开始有55个单位，包括设计局，工厂，企业等，到1966年时有134个单位，到1991年时有160个单位，苏联解体后，此部门归入俄罗斯航天局）的谢尔盖·阿法纳西耶夫部长提出。由于经历N1运载火箭的惨败，阿法纳西耶夫已经下令成立一个没有动力机械制造科研生产联合体参与的部门，去设计一种推力强大的发动机，并去应对RD-170发动机发展过程中出现的问题。由于在1977年到1978年间2UKS已经测试成功，因此，2UKS可以作为MD-185的原型机。 
另外一个方案是，以库兹涅佐夫设计局的NK-33火箭发动机为原型。由于N1运载火箭项目已经取消，NK-33火箭发动机也从来没有使用过，40台可以重复使用的NK-33火箭发动机在1977年进行了测试，证明是可靠的。不过需要对涡轮泵进行小的改动，库兹涅佐夫设计局的工程师们把NK-33火箭发动机的推力从170吨提高到200吨(NK-43)。这样4台NK-33火箭发动机就可以替代1台RD-170发动机。能源号运载火箭项目的首席工程师古贝诺夫（Boris Gubanov）认为NK-33火箭发动机的数量不够多，据称当时仓库中有90台发动机，但是这种说法被认为是不可靠的。 
当时考虑最多的方案是采用固体助推器，这任务分配给火花科研生产联合体（NPO Iskra，首席设计师为N.lavrov，翻译为N.拉夫罗夫），当时已经为能源号运载火箭项目建造了一些小型的固体助推器。而火花科研生产联合体计划设计44.92米的固体助推器，由7断组成，重520吨，其中燃料重460吨。这助推器的推力能达到1 050吨，比冲为263秒，燃烧时间为138秒。 
但是，最后这3个方案都没有执行。最不激进的MD-185方案，没有解决涡轮泵烧穿的问题，燃气发生器的温度和RD-170发动机中的温度一样高。最主要的是能源号运载火箭的发动机数量从原来的8台增加到20台，一枚助推火箭要装4台MD-185发动机或NK-33火箭发动机，发动机数量过多后又可能会出现像N1火箭那样的问题。而且，当时一直试图抹去N1火箭失败的教训，不再愿意使用原来火箭上的零部件。建造大型固体助推火箭的方案也是不可行的，当时没有工业设备来建造，也没有运输和组装的设备。前苏联发射的运载火箭都是用水平组装的，大型固体助推火箭最好的办法是垂直装配，如果也用水平装配，要把2 000多吨的火箭竖立起来就要用到非常庞大的设备。其次，在拜科努尔固体助推火箭无法回收，想美国的SRB助推器可以在海上回收，而且拜科努尔的温度也非常艱难极端，約在40度到零下40度间，固体助推火箭不能正常工作。美国的挑战者号航天飞机航天飞机发射失败就因为发射前几天温度过低和O型环缺陷造成的。按照当时是设备和技术，从开始研制到投入使用至少要8年时间。 
这3种方案都不能在很短的时间内完成，于是委员会于1982年9月决定继续测试和改进RD-170/RD-171发动机，与此同时，也继续研制MD-185。此时官方调查1982年6月的爆炸事故已经结束，最直接导致失败的原因是发动机测试时处于垂直位置（相对于地平线），然而，工程师不相信这样的说法，他们更相信这些铝颗粒是从推进剂箱中进入涡轮泵的，或者是通过振动进入涡轮泵的。动力机械制造科研生产联合体的工程师们采取了一系列措施，安装了过滤装置来保护涡轮泵，避免颗粒进入，其次还加强了涡轮泵的某些部件。改进后RD-170发动机在1983年5月31日完成了740吨推力的测试任务，总共燃烧了142秒。这次测试被看作是成败关键，决定着RD-170发动机的命运。在随后几个月，发动机工作得越来越好，之后委员会决定继续RD-170项目。1984年10月，委员会给了一个否定的决议，但是通用机械工业部的新部长贝克诺夫（Oleg Baklanov）是一个RD-170发动机的狂热支持者。最后，在1984年的12月1日,天顶号运载火箭的第一级非常完美的在化工机械科学研究所的IS-102测试台测试成功，随后，在同一个月里的测试也达到同样的性能。 
随后在动力机械制造科研生产联合体的进一步测试是在1985年初，这也为天顶号运载火箭的第一次发射铺平了道路。1985年4月13日，第一枚天顶号运载火箭从拜科努尔航天发射场发射，虽然没有把模拟有效载荷送入轨道，但是RD-171发动机正常工作，问题出在第二级的RD-120发动机上。1982年6月22日的发射也出现了同样的情况，发射部分失败。第一次成功发射是在1985年10月22日。 
“天顶号”火箭发射后，RD-170发动机在继续测试，1985年11月已经准备好进行暴风雪号太空航天飞机火箭助推级的测试，测试地点还是在化工机械科学研究所的IS-102测试台。到1987年5月总共有148台RD-170发动机进行了473次点火测试，总共点火测试51 845秒。随后，在1987年5月15日，前苏联发射了第一枚能源号运载火箭火箭，发射过程中火箭的是正常工作的。1988年10月初，前苏联计划进行第一次能源号运载火箭的发射，到那时已经186台RD-170发动机进行了618次发射，总共燃烧时间达到69 579秒。1988年11月15日，第一次能源号运载火箭发射，此次发射相当成功。不过在两次发射后，对RD-170发动机的测试继续进行，主要是为了继续改进发动机，并在暴风雪号太空航天飞机火箭上得到更好的应用，希望能在1992年时完成。同时，飞行生产联合体（PO polyot）在鄂木斯克州（omsk）的克鲁塔亚（krutaya gorka）建立其自己的测试台，从1990年12月29日开始，有6台RD-170发动机进行了测试。据报道，此试验台在1991年12月20日左右发射了爆炸，有证据显示RD-170发动机没有必要再进行进一步测试。当1993年暴风雪号太空航天飞机项目被取消后，已经有14台RD-170发动机装在A组级的助推器上，并且存放在拜科努尔发射场的总装厂房中。1996年到1997年，这些发动机被拆下后运回动力机械制造科研生产联合体的工厂并改装成RD-171发动机用于海射天顶号运载火箭。尽管RD-170发动机只执行了2次能源号运载火箭任务，但是它的双胞胎RD-171使用得相当频繁。

## 设计
RD-170发动机有4个燃烧室，一台涡轮泵和2个预燃室。其中涡轮泵是单级的，整个涡轮泵系统还包括有一台氧化剂泵，一台两级型的燃料泵，整个系统连接了低压的燃料泵和氧化剂泵，并使推进剂增压，防止涡轮泵形成空穴现象，从而防止燃烧不稳定现象的出现。这涡轮泵有2个富氧预燃室燃烧后形成的高压气体来驱动，起先时，原本打算只用一个预燃室，这样每秒种要燃烧掉1.5吨的推进剂，这样的流量太大了。在RD-170发动机整个氧化剂和煤油的循环过程中，只有少部分推进剂通过预燃室，约占6%。这涡轮泵大约能产生257 000匹马力的动力。RD-170发动机可以在可以节流到额定功率的50%，且装有万向节——转向装置，它借助于8个液压执行机构来执行，可以沿1个方向轴摆动，RD-171的喷管没有此种装置，但是可以通过上层机械，整个机体沿2个方向轴摆动。根据测试得到了很多建议，提供轴向力的涡轮泵至少要有20%的能量储备，压力脉冲必须不超过正常工作水平的1～2％，在氧化性气体的环境中要特别注意材料的绝缘性。

### RD-170家族
|         | 真空推力（吨）   | 说明 |
| ------- | ---------------- | --- |
| RD-170  | 806.2            | 基本型，用于能源号运载火箭 |
| RD-171  | 806.2            | 170改进型，推力不变，喷嘴能像两个方向转动，用于天顶号运载火箭 |
| RD-171M | 846.5            | 171改进型，也叫RD-173，推力提高5%，优化设计，性能提高，用于天顶号运载火箭 |
| RD-175  | 1000 （9800 kN） | 171最新改进型，正在研究，该引擎在燃料中加注液氢，并大大提高参数，其真空推力提高到1000吨，原设计为能源-K使用，后来能源-K在竞争中输给安加拉号运载火箭遂被搁置，2012年再次恢复研究，计划用于下一代能源公司的超重型运载火箭                                                    |
| RD-180  | 423              | 2室，推进型RD-170，由于火箭引擎的划分是以燃料泵个数为基础，而不是以燃烧室数量划分，所以RD-170作为单台引擎，又通过设计新的燃料泵系统，拆分为2室型，此外RD-180火箭发动机提高了腔压等参数，他并不是单纯的原型机的一半，其真空推力为423吨，专供出口用于宇宙神5型运载火箭第一级 |
| RD-180M | ？               | 根据美方要求升级的RD-180引擎，依然用于宇宙神5型运载火箭 |
| RD-180V | ？               | 俄罗斯自用版RD-180，原本计划用于RUS-M火箭，后来该计划中断，搁置 |
| RD-191  | 220              | 在RD-180基础上再次将其拆分为单室引擎，并加装双向转动装置、在煤油中加入液氢以提高参数，推力220吨，整个研究持续了近10年，该引擎将用于俄罗斯下一代通用运载火箭：安加拉号运载火箭                                                                                              |
| RD-151  | 190              | 在RD-191基础上衍生的弱化版本，推力190吨，出口用于韩国罗老号运载火箭 |
| RD-193  | ？               | 和RD-175同步研究的最新型单室引擎，据推测共享了RD-175的相关技术，据推测其推力提高到250吨 |

## 規格
- 4個噴嘴
- 1組渦輪和泵-渦輪約產生192兆瓦(257,000 馬力)，相當於3台核能動力破冰船
- 點火方式:自燃推進劑
- 真空推力:806.2吨力
- 真空中的比冲:337.2 s (3,315 N·s/kg)
- 海平面推力:740吨力
- 海平面的比沖:309.5 s (3,030 N·s/kg)
- 净重:9,750 公斤
- 高:3.6米
- 宽:3.6米
- 喷口直径:4.0米
- 推重比:82.66
- 腔压:250公斤力/cm3
- 混合比:2.6
- 面积比:36.87